# Original múltiple
El original múltiple es un concepto artístico aplicable a manifestaciones como: la estampa de una plancha grabada en técnicas como litografía, xilografía y calcografía, la fotografía, la impresión láser y con frecuencia en la escultura. En esta rama del arte, puede llegar a ser un término confuso y suele malinterpretarse, sobre todo cuando se piensa que el vaciado y la fundición son métodos de reproducción, y esta palabra puede llegar a percibirse como opuesta al concepto de originalidad.
Cuando la obra es concebida con la intención de ser reproducida en un número determinado de ejemplares, se dice que la obra original es múltiple, ya que la importancia que comúnmente se confiere a la obra inicial, es transmitida al molde o moldes de los que surgen los ejemplares. Por lo tanto, las esculturas de arcilla, cera, mármol o yeso y sus moldes, son piezas originales por sí mismas, y forman parte del proceso de creación de una obra.
El trabajo escultórico inicia con la concepción de la obra por parte de un artista. Comienza con un boceto que posteriormente se llevará al modelado o la talla. Existen diversas posibilidades técnicas de acuerdo con el material de factura. Generalmente interviene más de una persona para realizarla: el maestro escultor y su taller. 
La pieza puede ser de mármol, yeso, terracota, cera, resina o materiales análogos. De estos se producirá una serie de múltiples originales. Sin embargo, la naturaleza de materiales como el bronce u otros metales, demanda que el escultor requiera de un fundidor. A partir del modelado se crea un molde del cual saldrá un número limitado de obras, cuyo tiraje (del mismo modelo) oscila entre 2 y 8 ejemplares, todas exactamente iguales y numeradas. Según la CAA (College Art Association) en Estados Unidos las leyes permiten hasta doce reproducciones en cualquier medio y/o escala. En el caso de la obra de Auguste Rodin, por ejemplo, la Chambre des députés decidió limitar el número de reproducciones para cada obra a doce, debido a que el artista heredó al estado francés toda su obra y los derechos de su reproducción.
Desde el Renacimiento existe la práctica de elaborar una serie de fundiciones a partir de un molde, el cual solía ser destruido o modificado para evitar que se hicieran cantidades ilimitadas de esculturas. Los esfuerzos por definir legalmente la reproducción de esculturas se dio a finales del siglo XIX y la primera mitad del XX. Se determinó que las obras fueran identificadas con la firma del autor y el sello del fundidor, así como dos dígitos que indicaran el tiraje y el número de ejemplar. La edición numerada se volvió un fenómeno masivo a partir del siglo XX. La difusión de esta práctica permitió que la industria de la fundición pudiera crecer desde fines del siglo XIX. como es el caso del Museo Rodin en París, Francia, para las fundiciones de obras emblemáticas de Auguste Rodin, creador de piezas como El pensador, El beso o Las tres sombras para el conjunto escultórico de La puerta del Infierno. Estas obras en originales múltiples se encuentran en diversas colecciones alrededor del mundo, como Museo Soumaya de la Fundación Carlos Slim en la Ciudad de México, Museo de Rodin en Filadelfia, EE. UU., Galería Rodin en Seúl, Corea del Sur, Museo Nacional de Bellas Artes en Buenos Aires Argentina, entre otras.